# Ibis Edizioni
Ibis Edizioni è una casa editrice italiana.

## Attività
La casa editrice fu fondata a Como nel febbraio del 1989 da Paolo Veronesi (il Direttore Editoriale), insieme al padre Giulio Veronesi (il direttore amministrativo) e alla madre Natalia Prada. Oggi la casa editrice ha sede anche a Pavia.
Conta 300 titoli nel catalogo e la sua linea editoriale comprende testi di letteratura di viaggio (con inediti di viaggio di autori classici), didattica, letteratura di paesi lontani (compreso il turismo solidale), multiculturalità, saggistica filosofica, opere minori di autori classici, Minimalia (libri di piccole dimensioni con opere narrative e filosofiche), testi di confronto tra culture anche lontane.

Un filone editoriale riguarda la pubblicazione di autori del cosiddetto sud del mondo, cioè autori africani, asiatici, sud americani (Assia Djebar, Raja Rao, Inés Arrendondo).
La marca editoriale della casa editrice raffigura un ibis (animale che nell'antico Egitto rappresentava la cultura).
Alcuni testi sono realizzati in collaborazione con il "Gruppo di ricerca filosofica Chora", e con il Collegio Ghislieri di Pavia; la rivista Paideutika e la collana Formazione e cultura, sono dirette dal professor Antonio Erbetta.